# سورگ (خوسف)
سورَگ، روستایی در دهستان جلگه ماژان بخش جلگه ماژان شهرستان خوسف استان خراسان جنوبی ایران است.
کلمه سورگ در کتب تاریخ مرجع به معنی سرزمین پرورش اسب‌های شرقی و در زبان هندی نیز به معنی بهشت می‌باشد

## جمعیت
بر پایه سرشماری عمومی نفوس و مسکن در سال ۱۳۹۰ جمعیت این روستا کمتر از ۳ خانوار بوده است.